# 2018-as Campeones Cup
A 2018-as Campeones Cup volt az 1. alkalommal megrendezett észak-amerikai nemzetközi labdarúgókupa. A kupában az MLS-kupa és a mexikói szuperkupa győztesei vesznek részt. 
A bajnoki trófeát a mexikói Tigres UANL szerezte meg, a kupa történetében először.

## A mérkőzés
| 2018. szeptember 19. 20:15 EDT |

| Toronto               | 1–3 | Tigres UANL                 |
| --------------------- | --- | --------------------------- |
| Janson 87' (11-esből) |     | Dueñas 36' 64' Zavaleta 66' |

| BMO Field, Toronto, Ontario Nézőszám: 14 823 Játékvezető: Ricardo Montero (Costa Rica) |